# Hesperomorpha
Hesperomorpha es un género de escarabajos  de la familia Chrysomelidae. En 1936 Ogloblin describió el género. Contiene las siguientes especies:
- Hesperomorpha atra (Chen, 1942)
- Hesperomorpha collaris Kimoto, 1996
- Hesperomorpha hirsuta (Jacoby, 1885)
- Hesperomorpha potanini (Ogloblin, 1936)
- Hesperomorpha taiwana Kimoto, 1996
- Hesperomorpha thailandica Kimoto, 2000